# Propolis leonis
Propolis leonis är en svampart som först beskrevs av Tul. & C. Tul., och fick sitt nu gällande namn av Rehm 1876. Propolis leonis ingår i släktet Propolis och familjen Rhytismataceae.   Inga underarter finns listade i Catalogue of Life.